# هارن (امس)
شهر هارن در ایالت نیدرزاکسن در کشور آلمان واقع شده‌است.